# 太田市立生品中学校
太田市立生品中学校（おおたしりつ いくしなちゅうがっこう）は、群馬県太田市にある公立中学校。通称「生中（いくちゅう）」。

## 歴史
正面玄関に展示されている大型の馬の埴輪は、郷土の古墳から出土したもの。1950年代のはじめ頃、元教諭、木暮仁一（歴史専攻）によって発掘された歴史的な資料である。

### 年表
- 1947年 - 生品村立生品中学校設立
- 1956年 - 新田町立生品中学校に改称
- 1966年 - 特殊学級開設
- 1971年 - 文部省より同和教育の研究指定校とされる
- 1989年 - 文部省から道徳教育推進校（学校・家庭連携推進校）の指定を受ける。（1991年度まで）
- 2005年 - 太田市立生品中学校に改称

## 学級数
平成26年現在、各学年3クラス、あおぞら（特別学級）の計10クラスである。

## 学校方針
- 自主：適切に判断し、主体的に行動できる生徒
- 共生：思いやりをもち、自他共に大切に生きていく生徒
- 健康・安全：生命を大切に、健康で安全な生活ができる生徒

## 学区
- 下村田[1]
- 村田
- 上村田
- 村田東
- 小金井南
- 小金井北
- 市野井北
- 市野井南
- 反町
- 市多村新田
- 市野倉
- 瑞木

## 主な卒業生
- 久保田博南（サイエンスライター、医療機器開発コンサルタント）
- 斎藤佑樹（元プロ野球選手）